# Adriana Karembeu
Adriana Karembeu, född Adriana Sklenaříková, 17 september 1971, är en slovakisk fotomodell.

## Biografi
Karembeu föddes i Brezno, en stad i centrala Slovakien. Efter att ursprungligen ha studerat medicin i Prag gav hon upp sina studier för att bli modell. 1997 stod hon modell för Wonderbrareklam. Hon har även synts i Victoria's Secrets reklamföring.
2006 valdes hon till den sexigaste kvinnan i världen av herrtidningen FHM.
Adriana Karembeu hade även en mindre roll i filmen Asterix på olympiaden (2008).